# Riccardo Scamarcio

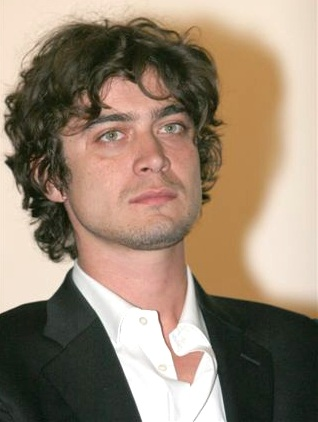

Riccardo Scamarcio (Andria, 13 november 1979) is een Italiaans acteur.

## Filmografie
- Modì (2024) - als Amedeo Modigliani
- La meglio gioventù, regie Marco Tullio Giordana (2003)
- Ora o mai più, regie Lucio Pellegrini (2003)
- Tre metri sopra il cielo, regie Luca Lucini (2004)
- L'odore del sangue, regie Mario Martone (2004)
- L'uomo perfetto, regie Luca Lucini (2005)
- Texas, regie Fausto Paravidino (2005)
- Romanzo criminale, regie Michele Placido (2005)
- Manuale d'amore 2 - Capitoli successivi, regie Giovanni Veronesi (2007)
- Ho voglia di te, regie Luis Prieto (2007)
- Mio fratello è figlio unico, regie Daniele Luchetti (2007)
- Go Go Tales, regie Abel Ferrara (2007)
- Prova a volare, regie Lorenzo Cicconi Massi (2007)
- Colpo d'occhio, regie Sergio Rubini (2008)
- Italians, regie Giovanni Veronesi (2009)
- Éden à l'ouest, regie Costa-Gavras (2009)
- Il grande sogno, regie Michele Placido (2009)
- La prima linea, regie Renato De Maria (2009)
- L'uomo nero, regie Sergio Rubini (2009)
- Mine vaganti, regie Ferzan Ozpetek (2010)
- La nostra vita, regie Daniele Luchetti (2010)
- To Rome with Love, regie Woody Allen (2012)
- Third Person, regie Paul Haggis (2013)
- Pasolini, regie Abel Ferrara (2014)
- Burnt, regie John Wells (2015)
- London Spy, regie Jakob Verbruggen (2015; tv-drama)
- John Wick: Chapter 2 (2017)
- John Wick: Chapter 3 – Parabellum (2019)
- L'ultimo Paradiso, regie Rocco Ricciardulli (2021)

- Bibsys: 10010230
- Biblioteca Nacional de España: XX4445915
- Bibliothèque nationale de France: cb15745473d (data)
- Catàleg d'autoritats de noms i títols de Catalunya: 981058516921006706
- CiNii: DA19587051
- Gemeinsame Normdatei: 142500712
- International Standard Name Identifier: 0000 0001 1768 9615
- Library of Congress Control Number: no2008002317
- MusicBrainz: 8ae73864-e942-41ff-92f6-43fb3674fc11
- Nationale Bibliotheek van Tsjechië: xx0179000
- Nationale bibliotheek van Australië: 40412533
- Nationale Bibliotheek van Israël: 987007452882205171
- Nederlandse Thesaurus van Auteursnamen: 335895662
- Istituto Centrale per il Catalogo Unico: RAVV403462
- Système universitaire de documentation: 133807762
- Trove: 1446522
- Virtual International Authority File: 69260569
- WorldCat: E39PBJtxmw9BwwkRqtkvjJwpyd